# Liste des planètes mineures (588001-589000)
Voici la liste des planètes mineures numérotées de 588001 à 589000. Les planètes mineures sont numérotées lorsque leur orbite est confirmée, ce qui peut parfois se produire longtemps après leur découverte. Elles sont classées ici par leur numéro.

## Planètes mineures 588001 à 589000
- (588001) 2007 EC106
- (588002) 2007 EJ106
- (588003) 2007 EY107
- (588004) 2007 EW109
- (588005) 2007 EB110
- (588006) 2007 EX113
- (588007) 2007 ES121
- (588008) 2007 EP124
- (588009) 2007 EP126
- (588010) 2007 ED134
- (588011) 2007 ER138
- (588012) 2007 EW143
- (588013) 2007 EY144
- (588014) 2007 EM156
- (588015) 2007 EV157
- (588016) 2007 ER158
- (588017) 2007 EZ160
- (588018) 2007 ER164
- (588019) 2007 ER183
- (588020) 2007 EG184
- (588021) 2007 EF189
- (588022) 2007 EA193
- (588023) 2007 EA203
- (588024) 2007 EC221
- (588025) 2007 EH227
- (588026) 2007 EM227
- (588027) 2007 ER227
- (588028) 2007 EP228
- (588029) 2007 EF231
- (588030) 2007 EN231
- (588031) 2007 EX231
- (588032) 2007 EL233
- (588033) 2007 EY233
- (588034) 2007 EE235
- (588035) 2007 EB237
- (588036) 2007 EE237
- (588037) 2007 EE238
- (588038) 2007 EN238
- (588039) 2007 EP239
- (588040) 2007 EC242
- (588041) 2007 FO5
- (588042) 2007 FL8
- (588043) 2007 FN9
- (588044) 2007 FM14
- (588045) 2007 FZ18
- (588046) 2007 FE19
- (588047) 2007 FG19
- (588048) 2007 FW24
- (588049) 2007 FO44
- (588050) 2007 FS45
- (588051) 2007 FT48
- (588052) 2007 FN52
- (588053) 2007 FG53
- (588054) 2007 FJ53
- (588055) 2007 FZ53
- (588056) 2007 FE54
- (588057) 2007 FP54
- (588058) 2007 FP55
- (588059) 2007 FW56
- (588060) 2007 FR57
- (588061) 2007 FX59
- (588062) 2007 FL60
- (588063) 2007 FJ61
- (588064) 2007 GM1
- (588065) 2007 GR12
- (588066) 2007 GT12
- (588067) 2007 GD13
- (588068) 2007 GM46
- (588069) 2007 GX51
- (588070) 2007 GY58
- (588071) 2007 GB67
- (588072) 2007 GD68
- (588073) 2007 GS68
- (588074) 2007 GD72
- (588075) 2007 GF73
- (588076) 2007 GF78
- (588077) 2007 GG79
- (588078) 2007 GX79
- (588079) 2007 GK81
- (588080) 2007 GM81
- (588081) 2007 HZ4
- (588082) 2007 HU8
- (588083) 2007 HF10
- (588084) 2007 HN10
- (588085) 2007 HR16
- (588086) 2007 HH21
- (588087) 2007 HN38
- (588088) 2007 HJ43
- (588089) 2007 HM55
- (588090) 2007 HO63
- (588091) 2007 HD66
- (588092) 2007 HM77
- (588093) 2007 HE79
- (588094) 2007 HV81
- (588095) 2007 HX88
- (588096) 2007 HG91
- (588097) 2007 HG97
- (588098) 2007 HH100
- (588099) 2007 HK101
- (588100) 2007 HW101
- (588101) 2007 HQ104
- (588102) 2007 HW106
- (588103) 2007 HU109
- (588104) 2007 HO110
- (588105) 2007 HS110
- (588106) 2007 HL111
- (588107) 2007 HU111
- (588108) Boteropop
- (588109) 2007 JF8
- (588110) 2007 JN19
- (588111) 2007 JV24
- (588112) 2007 JN30
- (588113) 2007 JH41
- (588114) 2007 JM47
- (588115) 2007 JL48
- (588116) 2007 JZ48
- (588117) 2007 JJ50
- (588118) 2007 JM51
- (588119) 2007 KS
- (588120) 2007 KU11
- (588121) 2007 LU4
- (588122) 2007 LQ13
- (588123) 2007 LH22
- (588124) 2007 LQ25
- (588125) 2007 LF39
- (588126) 2007 MR1
- (588127) 2007 MV4
- (588128) 2007 MM7
- (588129) 2007 MV16
- (588130) 2007 MT19
- (588131) 2007 MD23
- (588132) 2007 MC28
- (588133) 2007 MH28
- (588134) 2007 MM28
- (588135) 2007 MT29
- (588136) 2007 MA30
- (588137) 2007 PG2
- (588138) 2007 PW4
- (588139) 2007 PT19
- (588140) 2007 PF38
- (588141) 2007 PD51
- (588142) 2007 PR53
- (588143) 2007 QG5
- (588144) 2007 QW11
- (588145) 2007 RO8
- (588146) 2007 RV18
- (588147) 2007 RH28
- (588148) 2007 RJ30
- (588149) 2007 RV39
- (588150) 2007 RS55
- (588151) 2007 RH65
- (588152) 2007 RS67
- (588153) 2007 RG72
- (588154) 2007 RC89
- (588155) 2007 RY113
- (588156) 2007 RX116
- (588157) 2007 RY133
- (588158) 2007 RT134
- (588159) 2007 RN156
- (588160) 2007 RZ158
- (588161) 2007 RO159
- (588162) 2007 RS163
- (588163) 2007 RY171
- (588164) 2007 RO175
- (588165) 2007 RW176
- (588166) 2007 RL178
- (588167) 2007 RQ186
- (588168) 2007 RX187
- (588169) 2007 RZ190
- (588170) 2007 RR211
- (588171) 2007 RK214
- (588172) 2007 RX216
- (588173) 2007 RU220
- (588174) 2007 RX254
- (588175) 2007 RN263
- (588176) 2007 RJ264
- (588177) 2007 RR266
- (588178) 2007 RJ272
- (588179) 2007 RF290
- (588180) 2007 RK302
- (588181) 2007 RH319
- (588182) 2007 RL329
- (588183) 2007 RF331
- (588184) 2007 RF333
- (588185) 2007 RG333
- (588186) 2007 RC334
- (588187) 2007 RE335
- (588188) 2007 RX338
- (588189) 2007 RL342
- (588190) 2007 RO343
- (588191) 2007 RZ350
- (588192) 2007 RJ351
- (588193) 2007 RJ355
- (588194) 2007 RK356
- (588195) 2007 RE357
- (588196) 2007 RQ366
- (588197) 2007 SF2
- (588198) 2007 SW7
- (588199) 2007 SZ24
- (588200) 2007 SF25
- (588201) 2007 SN25
- (588202) 2007 SP25
- (588203) 2007 SF26
- (588204) 2007 SV27
- (588205) 2007 SA28
- (588206) 2007 SF29
- (588207) 2007 SK29
- (588208) 2007 TQ6
- (588209) 2007 TT13
- (588210) 2007 TA16
- (588211) 2007 TJ44
- (588212) 2007 TY49
- (588213) 2007 TX63
- (588214) 2007 TV71
- (588215) 2007 TK85
- (588216) 2007 TU92
- (588217) 2007 TY99
- (588218) 2007 TR120
- (588219) 2007 TG167
- (588220) 2007 TY174
- (588221) 2007 TO177
- (588222) 2007 TM195
- (588223) 2007 TL197
- (588224) 2007 TW198
- (588225) 2007 TA201
- (588226) 2007 TF225
- (588227) 2007 TR228
- (588228) 2007 TQ238
- (588229) 2007 TJ243
- (588230) 2007 TW247
- (588231) 2007 TV250
- (588232) 2007 TC258
- (588233) 2007 TY258
- (588234) 2007 TH260
- (588235) 2007 TC261
- (588236) 2007 TM264
- (588237) 2007 TM267
- (588238) 2007 TV271
- (588239) 2007 TR276
- (588240) 2007 TK292
- (588241) 2007 TB298
- (588242) 2007 TQ300
- (588243) 2007 TP306
- (588244) 2007 TA312
- (588245) 2007 TD317
- (588246) 2007 TG319
- (588247) 2007 TF330
- (588248) 2007 TV336
- (588249) 2007 TU339
- (588250) 2007 TJ341
- (588251) 2007 TZ347
- (588252) 2007 TJ351
- (588253) 2007 TH360
- (588254) 2007 TP360
- (588255) Hantang
- (588256) 2007 TR377
- (588257) 2007 TB390
- (588258) 2007 TP396
- (588259) 2007 TE438
- (588260) 2007 TB443
- (588261) 2007 TG445
- (588262) 2007 TG449
- (588263) 2007 TB460
- (588264) 2007 TG460
- (588265) 2007 TH460
- (588266) 2007 TR461
- (588267) 2007 TO462
- (588268) 2007 TB463
- (588269) 2007 TL463
- (588270) 2007 TA467
- (588271) 2007 TE467
- (588272) 2007 TM467
- (588273) 2007 TH469
- (588274) 2007 TT470
- (588275) 2007 TX473
- (588276) 2007 TA474
- (588277) 2007 TF474
- (588278) 2007 TV478
- (588279) 2007 TT479
- (588280) 2007 TC481
- (588281) 2007 TO481
- (588282) 2007 TQ481
- (588283) 2007 TX483
- (588284) 2007 TM484
- (588285) 2007 TO491
- (588286) 2007 UE12
- (588287) 2007 UD27
- (588288) 2007 US30
- (588289) 2007 UF44
- (588290) 2007 UV47
- (588291) 2007 UU68
- (588292) 2007 UU110
- (588293) 2007 UE118
- (588294) 2007 UB131
- (588295) 2007 UA144
- (588296) 2007 UW146
- (588297) 2007 UE148
- (588298) 2007 UV151
- (588299) 2007 UN153
- (588300) 2007 UP155
- (588301) 2007 UE156
- (588302) 2007 UL158
- (588303) 2007 UN158
- (588304) 2007 UT161
- (588305) 2007 VR10
- (588306) 2007 VQ14
- (588307) 2007 VH16
- (588308) 2007 VF23
- (588309) 2007 VK24
- (588310) 2007 VB31
- (588311) 2007 VA70
- (588312) 2007 VC90
- (588313) 2007 VG99
- (588314) 2007 VN109
- (588315) 2007 VU111
- (588316) 2007 VL117
- (588317) 2007 VU127
- (588318) 2007 VF128
- (588319) 2007 VS140
- (588320) 2007 VQ144
- (588321) 2007 VT151
- (588322) 2007 VQ154
- (588323) 2007 VR158
- (588324) 2007 VQ169
- (588325) 2007 VE174
- (588326) 2007 VN178
- (588327) 2007 VZ187
- (588328) 2007 VY209
- (588329) 2007 VH229
- (588330) 2007 VA246
- (588331) 2007 VU252
- (588332) 2007 VC257
- (588333) 2007 VO263
- (588334) 2007 VS279
- (588335) 2007 VU286
- (588336) 2007 VZ287
- (588337) 2007 VO291
- (588338) 2007 VU317
- (588339) 2007 VJ327
- (588340) 2007 VK342
- (588341) 2007 VN342
- (588342) 2007 VK344
- (588343) 2007 VQ344
- (588344) 2007 VU351
- (588345) 2007 VJ354
- (588346) 2007 VN368
- (588347) 2007 VB371
- (588348) 2007 WU1
- (588349) 2007 WZ18
- (588350) 2007 WC22
- (588351) 2007 WL32
- (588352) 2007 WE33
- (588353) 2007 WJ36
- (588354) 2007 WK36
- (588355) 2007 WW36
- (588356) 2007 WY37
- (588357) 2007 WZ71
- (588358) 2007 WS73
- (588359) 2007 XZ11
- (588360) 2007 XU12
- (588361) 2007 XR23
- (588362) 2007 XB27
- (588363) 2007 XT47
- (588364) 2007 XW49
- (588365) 2007 XP61
- (588366) 2007 XM62
- (588367) 2007 XO62
- (588368) 2007 XA69
- (588369) 2007 YY28
- (588370) 2007 YO44
- (588371) 2007 YX68
- (588372) 2007 YV71
- (588373) 2007 YH76
- (588374) 2007 YV76
- (588375) 2007 YX77
- (588376) 2007 YJ78
- (588377) 2007 YF79
- (588378) 2007 YP79
- (588379) 2007 YQ79
- (588380) 2007 YS80
- (588381) 2007 YF84
- (588382) 2007 YO86
- (588383) 2007 YS87
- (588384) 2007 YR89
- (588385) 2007 YT90
- (588386) 2007 YU90
- (588387) 2007 YN91
- (588388) 2007 YA93
- (588389) 2008 AY9
- (588390) 2008 AU17
- (588391) 2008 AX17
- (588392) 2008 AF22
- (588393) 2008 AB26
- (588394) 2008 AN48
- (588395) 2008 AX54
- (588396) 2008 AL60
- (588397) 2008 AB64
- (588398) 2008 AF67
- (588399) 2008 AN75
- (588400) 2008 AP85
- (588401) 2008 AP87
- (588402) 2008 AW87
- (588403) 2008 AP92
- (588404) 2008 AT94
- (588405) 2008 AF96
- (588406) 2008 AS109
- (588407) 2008 AJ120
- (588408) 2008 AX120
- (588409) 2008 AQ130
- (588410) 2008 AQ139
- (588411) 2008 AA140
- (588412) 2008 AO140
- (588413) 2008 AO141
- (588414) 2008 AN143
- (588415) 2008 AR144
- (588416) 2008 AQ151
- (588417) 2008 AJ155
- (588418) 2008 BU14
- (588419) 2008 BC18
- (588420) 2008 BG28
- (588421) 2008 BX59
- (588422) 2008 BZ59
- (588423) 2008 CK2
- (588424) 2008 CD9
- (588425) 2008 CK26
- (588426) 2008 CY34
- (588427) 2008 CH35
- (588428) 2008 CS42
- (588429) 2008 CX48
- (588430) 2008 CL56
- (588431) 2008 CU58
- (588432) 2008 CM66
- (588433) 2008 CC79
- (588434) 2008 CN80
- (588435) 2008 CU82
- (588436) 2008 CK98
- (588437) 2008 CH114
- (588438) 2008 CP114
- (588439) 2008 CB122
- (588440) 2008 CT125
- (588441) 2008 CF127
- (588442) 2008 CL127
- (588443) 2008 CT134
- (588444) 2008 CS141
- (588445) 2008 CJ154
- (588446) 2008 CF156
- (588447) 2008 CY160
- (588448) 2008 CJ161
- (588449) 2008 CR162
- (588450) 2008 CJ177
- (588451) 2008 CC206
- (588452) 2008 CF217
- (588453) 2008 CE219
- (588454) 2008 CZ219
- (588455) 2008 CX220
- (588456) 2008 CF222
- (588457) 2008 CP222
- (588458) 2008 CF223
- (588459) 2008 CQ223
- (588460) 2008 CU223
- (588461) 2008 CW224
- (588462) 2008 CF235
- (588463) 2008 CE237
- (588464) 2008 CH237
- (588465) 2008 CQ237
- (588466) 2008 CS238
- (588467) 2008 CW238
- (588468) 2008 CC239
- (588469) 2008 CQ240
- (588470) 2008 DE25
- (588471) 2008 DX41
- (588472) 2008 DH51
- (588473) 2008 DD52
- (588474) 2008 DB65
- (588475) 2008 DA71
- (588476) 2008 DX72
- (588477) 2008 DR75
- (588478) 2008 DD77
- (588479) 2008 DM78
- (588480) 2008 DX84
- (588481) 2008 DE93
- (588482) 2008 DO95
- (588483) 2008 DB96
- (588484) 2008 DC96
- (588485) 2008 EN2
- (588486) 2008 EM3
- (588487) 2008 EY13
- (588488) 2008 EB17
- (588489) 2008 ET31
- (588490) 2008 EX53
- (588491) 2008 ET60
- (588492) 2008 EJ62
- (588493) 2008 EP71
- (588494) 2008 EQ71
- (588495) 2008 EP80
- (588496) 2008 EN85
- (588497) 2008 EE93
- (588498) 2008 EF93
- (588499) 2008 EN126
- (588500) 2008 EA127
- (588501) 2008 EH138
- (588502) 2008 ET138
- (588503) 2008 ED144
- (588504) 2008 EM172
- (588505) 2008 EP172
- (588506) 2008 EU172
- (588507) 2008 EJ179
- (588508) 2008 EH181
- (588509) 2008 EU182
- (588510) 2008 EW182
- (588511) 2008 EQ183
- (588512) 2008 EA184
- (588513) 2008 EJ186
- (588514) 2008 EC187
- (588515) 2008 ED188
- (588516) 2008 EH188
- (588517) 2008 EQ189
- (588518) 2008 EW189
- (588519) 2008 ED190
- (588520) 2008 EO190
- (588521) 2008 EP191
- (588522) 2008 EU191
- (588523) 2008 EY191
- (588524) 2008 EA193
- (588525) 2008 FK1
- (588526) 2008 FD11
- (588527) 2008 FL17
- (588528) 2008 FK19
- (588529) 2008 FN21
- (588530) 2008 FS34
- (588531) 2008 FA45
- (588532) 2008 FL72
- (588533) 2008 FN78
- (588534) 2008 FY79
- (588535) 2008 FN95
- (588536) 2008 FD103
- (588537) 2008 FM107
- (588538) 2008 FV111
- (588539) 2008 FT115
- (588540) 2008 FT119
- (588541) 2008 FA126
- (588542) 2008 FB132
- (588543) 2008 FL132
- (588544) 2008 FT138
- (588545) 2008 FM140
- (588546) 2008 FG142
- (588547) 2008 FS144
- (588548) 2008 FR146
- (588549) 2008 FL148
- (588550) 2008 GJ25
- (588551) 2008 GM28
- (588552) 2008 GS28
- (588553) 2008 GR36
- (588554) 2008 GV52
- (588555) 2008 GR54
- (588556) 2008 GB62
- (588557) 2008 GS63
- (588558) 2008 GQ75
- (588559) 2008 GC86
- (588560) 2008 GU90
- (588561) 2008 GF121
- (588562) 2008 GE135
- (588563) 2008 GD139
- (588564) 2008 GW149
- (588565) 2008 GZ149
- (588566) 2008 GC151
- (588567) 2008 GN151
- (588568) 2008 GA153
- (588569) 2008 GB155
- (588570) 2008 GC155
- (588571) 2008 GF155
- (588572) 2008 GJ157
- (588573) 2008 GW157
- (588574) 2008 GY157
- (588575) 2008 GJ158
- (588576) 2008 GQ158
- (588577) 2008 GC159
- (588578) 2008 GQ160
- (588579) 2008 GR162
- (588580) 2008 GQ166
- (588581) 2008 GX167
- (588582) 2008 GS168
- (588583) 2008 GK169
- (588584) 2008 GA170
- (588585) 2008 HH11
- (588586) 2008 HK24
- (588587) 2008 HJ42
- (588588) 2008 HC48
- (588589) 2008 HP57
- (588590) 2008 HL72
- (588591) 2008 HQ73
- (588592) 2008 HE74
- (588593) 2008 HM75
- (588594) 2008 HR75
- (588595) 2008 HB77
- (588596) 2008 HF77
- (588597) 2008 JW8
- (588598) 2008 JA9
- (588599) 2008 JA17
- (588600) 2008 JG17
- (588601) 2008 JL18
- (588602) 2008 JL30
- (588603) 2008 JT42
- (588604) 2008 JV43
- (588605) 2008 JA44
- (588606) 2008 JG50
- (588607) 2008 KU10
- (588608) 2008 KZ13
- (588609) 2008 KU23
- (588610) 2008 KL24
- (588611) 2008 KH30
- (588612) 2008 KY32
- (588613) 2008 KO36
- (588614) 2008 KT36
- (588615) 2008 KE38
- (588616) 2008 KW39
- (588617) 2008 KZ39
- (588618) 2008 KY43
- (588619) 2008 KC44
- (588620) 2008 KP44
- (588621) 2008 KZ44
- (588622) 2008 KD45
- (588623) 2008 KY46
- (588624) 2008 KZ46
- (588625) 2008 KX47
- (588626) 2008 KB48
- (588627) 2008 KQ48
- (588628) 2008 LF1
- (588629) 2008 LK2
- (588630) 2008 LO7
- (588631) 2008 LM16
- (588632) 2008 LL19
- (588633) 2008 LR19
- (588634) 2008 NU2
- (588635) 2008 NK3
- (588636) 2008 ON15
- (588637) 2008 OW16
- (588638) 2008 OW22
- (588639) 2008 OH26
- (588640) 2008 OU26
- (588641) 2008 OA27
- (588642) 2008 OJ28
- (588643) 2008 OO31
- (588644) 2008 OQ31
- (588645) 2008 PA3
- (588646) 2008 PY13
- (588647) 2008 PE20
- (588648) 2008 PZ22
- (588649) 2008 PW23
- (588650) 2008 PH24
- (588651) 2008 PL24
- (588652) 2008 QS
- (588653) 2008 QD11
- (588654) 2008 QC23
- (588655) 2008 QK28
- (588656) 2008 QF29
- (588657) 2008 QW32
- (588658) 2008 QC43
- (588659) 2008 QF49
- (588660) 2008 RH6
- (588661) 2008 RO6
- (588662) 2008 RG13
- (588663) 2008 RQ14
- (588664) 2008 RJ15
- (588665) 2008 RY19
- (588666) 2008 RX50
- (588667) 2008 RT53
- (588668) 2008 RU62
- (588669) 2008 RJ75
- (588670) 2008 RY84
- (588671) 2008 RX90
- (588672) 2008 RF94
- (588673) 2008 RA95
- (588674) 2008 RB111
- (588675) 2008 RR114
- (588676) 2008 RE122
- (588677) 2008 RU123
- (588678) 2008 RP125
- (588679) 2008 RD126
- (588680) 2008 RU135
- (588681) 2008 RJ148
- (588682) 2008 RD149
- (588683) 2008 RH149
- (588684) 2008 RN149
- (588685) 2008 RA150
- (588686) 2008 RH150
- (588687) 2008 RC151
- (588688) 2008 RQ151
- (588689) 2008 RS151
- (588690) 2008 RD154
- (588691) 2008 RO161
- (588692) 2008 RV161
- (588693) 2008 RN162
- (588694) 2008 RQ162
- (588695) 2008 RT162
- (588696) 2008 RN167
- (588697) 2008 RO167
- (588698) 2008 RV169
- (588699) 2008 RO171
- (588700) 2008 RG172
- (588701) 2008 RU173
- (588702) 2008 RJ174
- (588703) 2008 RR176
- (588704) 2008 RG178
- (588705) 2008 SF6
- (588706) 2008 SM10
- (588707) 2008 SM17
- (588708) 2008 SP22
- (588709) 2008 SQ24
- (588710) 2008 SL31
- (588711) 2008 SE38
- (588712) 2008 SP58
- (588713) 2008 SC62
- (588714) 2008 SA66
- (588715) 2008 SY88
- (588716) 2008 SV91
- (588717) 2008 SE93
- (588718) 2008 SQ93
- (588719) 2008 SU111
- (588720) 2008 ST121
- (588721) 2008 SD137
- (588722) 2008 SS140
- (588723) 2008 SF144
- (588724) 2008 SK146
- (588725) 2008 SM169
- (588726) 2008 SE180
- (588727) 2008 SQ190
- (588728) 2008 SM207
- (588729) 2008 SJ209
- (588730) 2008 SO216
- (588731) 2008 SZ221
- (588732) 2008 SC232
- (588733) 2008 SH232
- (588734) 2008 SB233
- (588735) 2008 SE233
- (588736) 2008 SV252
- (588737) 2008 ST264
- (588738) 2008 SX273
- (588739) 2008 SN276
- (588740) 2008 SB278
- (588741) 2008 SD290
- (588742) 2008 ST290
- (588743) 2008 SM292
- (588744) 2008 SG311
- (588745) 2008 SE314
- (588746) 2008 SO314
- (588747) 2008 SS314
- (588748) 2008 SW315
- (588749) 2008 SN317
- (588750) 2008 SE325
- (588751) 2008 SH328
- (588752) 2008 ST329
- (588753) 2008 SW331
- (588754) 2008 SC332
- (588755) 2008 SR332
- (588756) 2008 SE333
- (588757) 2008 SN336
- (588758) 2008 SM337
- (588759) 2008 SL341
- (588760) 2008 SP341
- (588761) 2008 SZ343
- (588762) 2008 SO345
- (588763) 2008 SV348
- (588764) 2008 TW
- (588765) 2008 TV11
- (588766) 2008 TT12
- (588767) 2008 TG71
- (588768) 2008 TA72
- (588769) 2008 TV72
- (588770) 2008 TD86
- (588771) 2008 TQ91
- (588772) 2008 TV108
- (588773) 2008 TQ120
- (588774) 2008 TA151
- (588775) 2008 TG151
- (588776) 2008 TE154
- (588777) 2008 TR154
- (588778) 2008 TF174
- (588779) 2008 TV186
- (588780) 2008 TY193
- (588781) 2008 TF194
- (588782) 2008 TM194
- (588783) 2008 TZ194
- (588784) 2008 TB195
- (588785) 2008 TJ195
- (588786) 2008 TN195
- (588787) 2008 TS196
- (588788) 2008 TZ196
- (588789) 2008 TL198
- (588790) 2008 TM198
- (588791) 2008 TX201
- (588792) 2008 TE204
- (588793) 2008 TC206
- (588794) 2008 TO211
- (588795) 2008 TS211
- (588796) 2008 TZ211
- (588797) 2008 TW216
- (588798) 2008 TK218
- (588799) 2008 TQ219
- (588800) 2008 TJ225
- (588801) 2008 TF228
- (588802) 2008 US1
- (588803) 2008 UK9
- (588804) 2008 UW15
- (588805) 2008 UJ16
- (588806) 2008 UJ44
- (588807) 2008 UA45
- (588808) 2008 UH46
- (588809) 2008 UU49
- (588810) 2008 UF50
- (588811) 2008 UL56
- (588812) 2008 UP65
- (588813) 2008 UD84
- (588814) 2008 UU86
- (588815) 2008 UD92
- (588816) 2008 UZ102
- (588817) 2008 UQ107
- (588818) 2008 UN115
- (588819) 2008 UV120
- (588820) 2008 UC122
- (588821) 2008 UF123
- (588822) 2008 UK123
- (588823) 2008 UD125
- (588824) 2008 UO130
- (588825) 2008 UY158
- (588826) 2008 UP171
- (588827) 2008 UE174
- (588828) 2008 UQ176
- (588829) 2008 UR178
- (588830) 2008 UL190
- (588831) 2008 UR194
- (588832) 2008 UV204
- (588833) 2008 UT206
- (588834) 2008 UD214
- (588835) 2008 UO223
- (588836) 2008 UA225
- (588837) 2008 UL231
- (588838) 2008 UJ235
- (588839) 2008 UE237
- (588840) 2008 UC241
- (588841) 2008 UF257
- (588842) 2008 UC261
- (588843) 2008 UQ265
- (588844) 2008 UE272
- (588845) 2008 UJ274
- (588846) 2008 UV274
- (588847) 2008 UV277
- (588848) 2008 UA280
- (588849) 2008 UR298
- (588850) 2008 UW305
- (588851) 2008 UJ308
- (588852) 2008 UX311
- (588853) 2008 UL318
- (588854) 2008 UY318
- (588855) 2008 UO326
- (588856) 2008 UE352
- (588857) 2008 UJ367
- (588858) 2008 UQ372
- (588859) 2008 UW374
- (588860) 2008 UF375
- (588861) 2008 UW376
- (588862) 2008 UE377
- (588863) 2008 UO377
- (588864) 2008 US377
- (588865) 2008 UD378
- (588866) 2008 UE378
- (588867) 2008 UH378
- (588868) 2008 UQ378
- (588869) 2008 UZ378
- (588870) 2008 UC379
- (588871) 2008 UQ379
- (588872) 2008 UE380
- (588873) 2008 UQ381
- (588874) 2008 UA384
- (588875) 2008 UP389
- (588876) 2008 UP390
- (588877) 2008 US390
- (588878) 2008 UJ392
- (588879) 2008 UW395
- (588880) 2008 UC396
- (588881) 2008 UY396
- (588882) 2008 UA397
- (588883) 2008 UY400
- (588884) 2008 UZ404
- (588885) 2008 UM405
- (588886) 2008 UR407
- (588887) 2008 US414
- (588888) 2008 VO6
- (588889) 2008 VS7
- (588890) 2008 VU25
- (588891) 2008 VU26
- (588892) 2008 VT27
- (588893) 2008 VJ30
- (588894) 2008 VY30
- (588895) 2008 VV47
- (588896) 2008 VG48
- (588897) 2008 VX81
- (588898) 2008 VQ83
- (588899) 2008 VR83
- (588900) 2008 VX83
- (588901) 2008 VZ83
- (588902) 2008 VB84
- (588903) 2008 VU85
- (588904) 2008 VS86
- (588905) 2008 VZ87
- (588906) 2008 VL90
- (588907) 2008 VU91
- (588908) 2008 VH92
- (588909) 2008 VT94
- (588910) 2008 VA95
- (588911) 2008 VN97
- (588912) 2008 VX99
- (588913) 2008 WB8
- (588914) 2008 WW37
- (588915) 2008 WW82
- (588916) 2008 WH84
- (588917) 2008 WC91
- (588918) 2008 WU108
- (588919) 2008 WS130
- (588920) 2008 WX142
- (588921) 2008 WH143
- (588922) 2008 WT144
- (588923) 2008 WR145
- (588924) 2008 WN149
- (588925) 2008 WB151
- (588926) 2008 WA157
- (588927) 2008 WL157
- (588928) 2008 WP158
- (588929) 2008 XE10
- (588930) 2008 XG12
- (588931) 2008 XX22
- (588932) 2008 XH24
- (588933) 2008 XX24
- (588934) 2008 XD28
- (588935) 2008 XC34
- (588936) 2008 XC41
- (588937) 2008 XN44
- (588938) 2008 XE51
- (588939) 2008 XO57
- (588940) 2008 XV57
- (588941) 2008 XW57
- (588942) 2008 XG59
- (588943) 2008 XA64
- (588944) 2008 XZ65
- (588945) 2008 XG66
- (588946) 2008 YC4
- (588947) 2008 YW11
- (588948) 2008 YX17
- (588949) 2008 YB20
- (588950) 2008 YS24
- (588951) 2008 YE34
- (588952) 2008 YB37
- (588953) 2008 YL43
- (588954) 2008 YX43
- (588955) 2008 YD46
- (588956) 2008 YK63
- (588957) 2008 YD70
- (588958) 2008 YW70
- (588959) 2008 YL77
- (588960) 2008 YJ80
- (588961) 2008 YS82
- (588962) 2008 YM86
- (588963) 2008 YX92
- (588964) 2008 YZ92
- (588965) 2008 YK95
- (588966) 2008 YZ102
- (588967) 2008 YW129
- (588968) 2008 YO132
- (588969) 2008 YQ132
- (588970) 2008 YM134
- (588971) 2008 YA136
- (588972) 2008 YC138
- (588973) 2008 YY139
- (588974) 2008 YP140
- (588975) 2008 YR140
- (588976) 2008 YV153
- (588977) 2008 YX164
- (588978) 2008 YH176
- (588979) 2008 YS176
- (588980) 2008 YT176
- (588981) 2008 YO177
- (588982) 2008 YA182
- (588983) 2008 YC184
- (588984) 2008 YJ185
- (588985) 2008 YL189
- (588986) 2008 YD190
- (588987) 2008 YF193
- (588988) 2009 AQ5
- (588989) 2009 AX8
- (588990) 2009 AT10
- (588991) 2009 AN11
- (588992) 2009 AS13
- (588993) 2009 AD14
- (588994) 2009 AZ23
- (588995) 2009 AC27
- (588996) 2009 AY29
- (588997) 2009 AY39
- (588998) 2009 AJ40
- (588999) 2009 AV52
- (589000) 2009 AP54